# Éric Saint-Frison
Éric Saint-Frison est un dirigeant et un entrepreneur français. Il a effectué une grande partie de sa carrière professionnelle au sein des différentes filiales du constructeur américain Ford. Il a notamment été le président-directeur général de Ford France de 2001 à 2006.

## Biographie
Il est diplômé de l'école des cadres.
En 1986, Éric Saint-Frison est engagé par Ford France. D'abord dans la branche marketing de Ford Europe, il est chef de produit de 1995 à 1996 pour les véhicules utilitaires légers. Par la suite, en 1997, Éric Saint-Frison est nommé directeur des ventes de Ford au Mexique. En 1999, il devient directeur général des ventes de Ford France.
En avril 2001, il est nommé président-directeur général de Ford France. 
En juin 2006, il démissionne de la présidence de Ford France pour « raisons personnelles ». Il est remplacé par Jean-Luc Gérard avec qui il travaille encore quelques semaines avant son départ définitif,.
En 2007, il crée Go Between Conseil, une entreprise qui agit sur internet en proposant diverses solutions pour différentes firmes de distribution automobile. En 2009, il lance un outil internet dénommé Digital Dealer. Le logiciel offre la possibilité d'organiser et de piloter les outils utiles de développement des activités commerciales pour les entreprises liées à l'automobile sur internet. L'objectif est de permettre une meilleure visibilité des différents sites en rapport avec l'automobile, comme le laisse entendre : « Le constat est simple, à de rares exceptions près, les distributeurs n’existent pas dans l’univers internet automobile. Leur donner la place qui est la leur au centre de la galaxie internet automobile. Qu’ils soient vus et considérés par les internautes ».